# COQ9
COQ9‏ (Coenzyme Q9) هوَ بروتين يُشَفر بواسطة جين COQ9 في الإنسان.